# بسمة طبعون
بَسْمِة طَبْعُون (بالعبرية: בַּסְמֶת טַבְּעוּן) هي قرية بدوية تقع في المنطقة الشمالية في إسرائيل. في عام 2019 بلغ عدد سكانها نحو 7,915 نسمة.

## تاريخ
اُتخذ قرار إنشاء القرية في عام 1963 بهدف استقرار القبائل البدوية فيها. هذه القبائل هي «عرب السعدية» و«عرب الزبيدات» التي استقرت في منطقة الجليل إبان الانتداب البريطاني على فلسطين. جاءت تسمية القرية من خربة بَسْمِة وطَبْعُون تعريب لكِرْيَات طِڤْعُون المجاورة. تمت الموافقة على التسمية من قبل لجنة الأسماء الحكومية في أوائل 1966.
بدأ تأسيس القرية في عام 1965 لكلا القبيلتين وبُني حيين شكلا أساس القرية. في عام 1968 قررت وزارة الداخلية إنشاء مجلس محلي في القرية. وفي 12 فبراير 1969 أُعلن عن المجلس المحلي مع عدد سكان حوالي 700 شخص. في عام 1992 لحق بالقرية ثلاث قبائل بدوية أخرى وهي حِلْف، زبيدات، وخوالد وبالتالي بُنيت أحياء جديدة. اعتبارًا من عام 2010 تضم القرية أربعة أحياء رئيسية هي ياسمين، مشايخ السعدية، حِلْف، وزبيدات. تنقسم الأحياء حسب الانتماء القبلي وما يفصل الأحياء عن بعضها هي التلال والوديان.
في عام 2010 قدمت وزارة الداخلية خطة لتوسيع حدود القرية من باب توحيد الأحياء وتوسيع القرية. كما يهدف البرنامج دعم حوالي 10,000 ساكن بحلول عام 2020.

## السكان
تعيش اليوم خمس قبائل بدوية مختلفة في القرية ولكل منها حيها. حسب معطيات المكتب المركزي للإحصاء اعتبارًا من نهاية عام 2021 يعيش في بسمة طبعون نحو 8068 نسمة (المرتبة 192 في ترتيب السلطات المحلية في إسرائيل). ينمو عدد السكان بمعدل نمو سنوي قدره 1.0%. حازت بسمة طبعون على تصنيف 3 من 10 في المؤشر الاجتماعي والاقتصادي لعام 2021. بلغ متوسط الراتب الشهري للعامل خلال نهاية عام 2021 نحو 6,491 شيكل (المعدل الوطني: 10500 شيكل).

## التعليم
بحسب احصائيات دارة الاحصاء المركزية لعام 2021 بلغ عدد التلاميذ في القرية 1528 تلميذا. يوجد في القرية 4 مدارس لكل المراحل التعليمية. نسبة الحاصلين على شهادة البجروت في القرية لعام 2021 65.5% من تلاميذ صفوف الثاني عشر. وبلغت نسبة التلاميذ المتسربين في القرية 3.79% من عدد طلاب القرية. بلغت نسبة الاكادميين 2.5%. 

### أعلام
- روان زبيدات هي لاعبة تنس عربية في إسرائيل. تمثل إسرائيل في مباريات التنس حول العالم.[9]